# 宋憲
宋憲（？—？），東漢末年武將，早期為呂布部將，隨呂布轉戰各地。呂布被圍於下邳時，宋憲、魏續和侯成投降曹操，促使呂布最終失敗被曹操所殺。
呂布死後，在正史包括《三國志》等之中就沒有宋憲的記錄，《三國演義》中則記述他在官渡之戰時，守衛白馬，被袁紹手下大將顏良陣前斬首。

## 漫畫
- 《火鳳燎原》（陳某）:設定同魏續、侯成為華雄部下，華雄死後改隨呂布，在徐州和司馬家約定叛呂投曹時，因魏續為呂布妹夫並私通陳宮，使自己和侯成二人因而被捕，在呂布大勢已去時因魏續而釋放，並與魏、侯二人擒下陳宮、呂布，在欲殺呂布時因奮不顧身營救呂布的高順及帶領「虎豹騎」入城的曹純所阻，在白馬之戰中為顏良殺害。